# Пироговка (притока Іжа)
Пирого́вка (Мужвайка; рос. Пироговка, Мужвайка) — річка в Удмуртії, Росія, права притока річки Іж. Протікає територією Зав'яловського району, та по місту Іжевськ.
Річка починається за 3 км на південний схід від села Ударник. Протікає спочатку на північний схід, після села Можвай повертає на схід. Потім річка плавно повертає на південний схід, нижня течія спрямована на схід. Впадає до Іжа на території міста Іжевськ. Ще одна ділянка середньої течії також знаходиться на території Іжевська, тут над річкою розташовані такі мікрорайони як Березовка, Нові Парники та Олександрово. Береги місцями заліснені, окремі ділянки заболочені. Приймає багато дрібних приток, найбільша з яких ліва притока Чуж'яловка. На річці створено декілька ставків.
Над річкою розташовані такі населені пункти Зав'яловського району — Можвай, Можвай, Пирогово, а також місто Іжевськ.